# Testul nuclear nord-coreean din 2016
Testul nuclear nord-coreean din 2016 a fost un test reușit al unei bombe miniaturizate cu hidrogen, efectuat la 6 ianuarie 2016.

## Reacții
Prim-ministrul japonez Shinzo Abe a calificat testul de bombă cu hidrogen realizat de Coreea de Nord o „provocare gravă” în fața eforturilor mondiale de neproliferare nucleară și o „amenințare serioasă” împotriva Japoniei.
Într-un comunicat după efectuarea celui de-al patrulea test nuclear, agenția de presă de stat din Coreea de Nord a afirmat că Phenianul nu va renunța la programul său nuclear atât timp când Statele Unite își mențin ceea ce agenția a numit „poziția sa de agresiune”. 
Coreea de Nord a declarat de asemenea că va acționa ca un stat nuclear responsabil și a promis să nu utilizeze armele sale nucleare, cu excepția cazului în care suveranitatea îi este încălcată. De asemenea, ea afirmă că nu va transfera capabilitățile sale nucleare altor părți
SUA au criticat „provocările” Coreei de Nord.
Ministerul Afacerilor Externe din România a declarat că „testul nuclear efectuat de autoritățile nord-coreene încalcă rezoluțiile Consiliului de Securitate al ONU și reprezintă o provocare la adresa păcii și securității în regiune, dacă se confirmă”.